# جورج أكيريمي
جورج أكيريمي أووندو (بالإنجليزية: George Akiremy Owondo)‏ (مواليد 15 سبتمبر 1983 في الغابون) لاعب كرة قدم غابوني دولي يجيد اللعب في خط الهجوم . يلعب حاليا لصالح نادي دينامو تبيليسي الجورجي من سنة 2007 .

## روابط خارجية
- جورج أكيريمي على موقع قاعدة بيانات كرة القدم.إي يو (الإنجليزية)
- جورج أكيريمي على موقع ناشيونال فوتبول تيمز (الإنجليزية)
- جورج أكيريمي على موقع Soccerway.com (الإنجليزية)
- جورج أكيريمي على موقع عالم كرة القدم.نت (الإنجليزية)